# Raiva, Pedorido e Paraíso
Raiva, Pedorido e Paraíso est une paroisse civile portugaise (en portugais : freguesia) de la municipalité de Castelo de Paiva dans le district d'Aveiro. Elle est créée en 2013, par fusion des paroisses de Raiva, Pedorido et Paraíso.

## Géographie
Raiva, Pedorido e Paraíso occupe la partie ouest de la municipalité de Castelo de Paiva.
La paroisse est délimitée au nord par le Douro.

## Histoire
La paroisse est créée par la loi no 11-A/2013 du 28 janvier 2013 portant réorganisation administrative du territoire des freguesias, en fusionnant les paroisses de Raiva, Pedorido et Paraíso. Son nom officiel est União das Freguesias de Raiva, Pedorido e Paraíso et son siège est fixé à Raiva.

## Démographie
Lors du recensement de 2021, Raiva, Pedorido e Paraíso compte 4 208 habitants. C'est ainsi la deuxième paroisse la plus peuplée de la municipalité de Castelo de Paiva, derrière Sobrado e Bairros (4 784 habitants).